# قرة قوتش مين باشي
قرة قوتش مين‌ باشي هي قرية في مقاطعة خدا أفرين، إيران. عدد سكان هذه القرية هو 26 في سنة 2006.